# Schwott Lajos
Schwott Lajos, névvariáns: Schwotty (Budapest, 1907. március 28. – Budapest, 1987. augusztus 14.) magyar grafikus, karikaturista.

## Életpálya
Miután letette az érettségi vizsgát, gyári munkásként dolgozott. Később Szőnyi István szabadiskolájában tanult, első rajza 1923-ban az Új Századok című tudományos lapban jelent meg. Kortársai közül számos költővel ápolt jó barátságot, köztük volt Radnóti Miklós, József Attila, Berda József. Karikaturistaként több lapnak is dolgozott, így pl. a Szabad Művészetnek, a Kis Újságnak, a Színháznak, a Népszabadságnak, a Népszavának, és díszletfestőként is alkalmazták az Óbudai Kisfaludy Színháznál. A Ludas Matyinak 1945-től alapító tagja és belső munkatársa volt. Karikatúráit közölték a Film, Színház, Muzsika Vidám-oldal sorozata és több külföldi lap is. Nyomtatásban megjelent rajzainak száma mintegy 8-9 ezer. 1949-től a Magyar Képzőművészek Szövetsége, 1952-től a Művészeti Alap alapító tagja volt. Grafikusként illusztrált könyveket is. 1968-tól több éven át Surányi Ibolya előadóművésszel járta az országot, a Tarka lepke, kis mese – (Nagy költők – kis gyermekeknek) című verses pódiumműsorral. Míg Surányi Ibolya tanítva előadta a gyereknek szóló verseket, – addig Schwott Lajos egy táblára rajzolva illusztrálta az elhangzott műveket. Ezt a műsort 1959-ben az Egyetemi Színpadon még négyesben kezdték Jancsó Adrienne előadóművésszel és Sándor Károly karikaturistával közösen. 1973-ban a Hajdúböszörményi Művelődési Központban önálló kiállítást rendezett. Több ízben vett részt kollektív kiállításokon (Országos Képzőművészeti Kiállítás, Országos Karikatúra Kiállítás, Magyar Újságrajzoló Országos Kiállítás, (1947); Nemzetközi karikatúra Kiállítás (Moszkva, emlékérem, (1973); Bécs, elismerő oklevél) Országos Karikatúra Biennálé (Nyíregyháza, 1983, 1985, 1987). Nemzetközi Karikatúrakiállítás (Cartoon 75), Nyugat-Berlin, IV. helyezés (1975); Nemzetközi Karikatúra Kiállítás (Cartoon 77), különdíj (1977)
Szignója: Schwott.

## Fontosabb kiállításai
- Országos Képzőművészeti Kiállítás (1947)
- Országos Karikatúra Kiállítás (1947)
- Magyar Újságrajzoló Művészek Kiállítása (1947)
- Nemzetközi Karikatúra Kiállítás, Moszkva (1973) (emlékérem)
- Hajdúböszörményi Művelődési Központ, (önálló kiállítás) Hajdúböszörmény (1973)
- Nemzetközi Karikatúra Kiállítás (Cartoon '75) Nyugat-Berlin (1975) (IV. helyezés)
- Nemzetközi Karikatúra Kiállítás (Cartoon '77) Nyugat-Berlin (1977) (különdíj)
- Nemzetközi Karikatúra Kiállítás, Bécs (1983) (elismerő oklevél)
- I. Országos Karikatúra Biennálé, Nyíregyháza (1983)
- II. Országos Karikatúra Biennálé, Nyíregyháza (1985)
- III. Országos Karikatúra Biennálé, Nyíregyháza (1987)

## Publikációi
| - Ludas Matyi (1945–87) - Új Magyarország Évkönyv (1946) - Igaz Szó (1947) - Színház (1947) - Ludas Matyi Kalendárium (1947–48) - Farsangi Mulatság (1952–55) - Szabad Nép (1955) - Élet és Irodalom (1957–58) - Gondűző Naptár (1957) - Film Színház Muzsika (1958–60) | - Magyar Ifjúság (1959) - Csúzli (1960) (1975) - Néplap (1961) - 80 Rajzzal a Föld körül (1961) - Tavasz Tárlat (1962) - Ludas Matyi Magazin (1963–87) - Nyári Örömök (1965) - Őszi Kis Ludas (1966) - Krimi Magazin (1966) - Nyári Kis Ludas (1966) | - Sportoló Kis Ludas (1967) - Mindent Tudó Kis Ludas (1967) - Plajbász és Paróka (1968–69) - Gépipari Estély (1968) - Zsákbamacska (1971) (1975) - Vidám Nyaralás (1971) - Tollasbál (1974–76) - Humor (1977) - Extra Ludas (1986–87) - 3. Országos Karikatúra Biennálé (1987) |

## Könyvek
Fontosabb könyvillusztrációi:
- Turista zsebkönyv (1942)
- A békéért (karikatúra) (1959)
- Bálint Marcell: Vigyázz! Megy a függöny (1981)
- Mi, operaháziak... (1987)